# Белая мечеть (Казань)
Белая мечеть (тат. Ак мәчет; другие названия — Одиннадцатая соборная мечеть, Новослободская мечеть, или Большая каменная мечеть; ) — каменная мечеть, расположенная в Ново-Татарской слободе в Казани; построена на месте прежней деревянной в 1801 году купцом Габдрахимом бин Валид бин Мусалим бин Мамяш аль-Урнашбаши. Находится по адресу: улица Кызыл Татарстан, 20.
В октябре 2024 года была полностью реконструирована.

## Описание
Пропорции здания, оформление фасадов, расположение и пропорции окон аналогичны мечети Иске-Таш. Мечеть относилась к типу двухзальной с минаретом в центре крыши. Двухэтажная кирпичная мечеть была зонирована на верхний культовый и нижний складской этажи. На втором этаже располагались вестибюль с лестницей, большой и малый молельные залы. Позднее с западной стороны мечети был пристроен двухэтажный объём лестничной клетки. Малый зал был расширен на величину прежнего вестибюля и сравнялся по площади с основным молельным залом. На первом этаже размещались складские помещения. В толще стены между залами была устроена узкая лестница на минарет. Фасады основного объёма были решены в четких формах строгого классицизма.

## История

### XVIII—XIX века
Согласно определению Правительствующего сената от 8 августа 1750 года в течение года из деревни Поповки Спасского монастыря было переведено 30 крестьянских дворов на огородные места Старо-Татарской слободы, а опустевшая территория, будущая Ново-Татарская слобода, была заселена татарами-магометанами, которых депортировали с половины территории Старо-Татарской слободы; по этому указу место было получено под строение более ста дворов и только одной мечети. Первоначально заселение территории происходило в кварталах, ограниченных в XXI веке улицами Мазита Гафури, Кызыл Татарстан, Меховщиков и Эш урам; впоследствии на этой территории появилась первая слободская махалля и была построена деревянная мечеть — мечеть Ишкая-муллы, которая простояла более пятидесяти лет.
В 1801 году купцом Габдрахимом бин Валид бин Мусалим бин Мамяш аль-Урнашбаши (?—1850), известным как Ракый-бай, для мечети было построено новое двухэтажное кирпичное здание на улице Кызыл Татарстан, дом 20; из-за своего размера получило название «Большая каменная мечеть». Имамами мусульмане приглашали только высокообразованных и авторитетных священнослужителей. Сын Ракый-бая, Махмут бин Мухаметэмин Мамяш, в приходе мечети основал медресе. После Хамита Муртазина, муллы прихода, следующим главой махалли стал воспитанник бухарского преподавателя и богослова Ниязколыя Туркмени — Абубакир Юсупов, уроженец деревни Зиябаш. Его помощником, после смерти Махмута Мамяша, стал Габдельгафур бин Махмут, который в 1837 году на должности имам-хатиба и мударриса уже сменит Юсупова. Помощником Габдельгафур пригласит себе своего зятя — Хуснутдина Гумеровича Сеитова, который пользовался авторитетом среди мусульман прихода; сын Хуснутдина — Мухамедшакир (25 июля 1843—1904) — станет его преемником в 11-м приходе, занимавши должность с 1872 по 1904 год. Ввиду применения старого метода обучения, в им руководимом медресе число учащихся с каждым годом уменьшалось; в 1893 году у него училось всего 20 шакирдов. В период его службы, рядом с мечетью находилось домовладение религиозного и общественного деятеля Багаутдина Хамзина-Ваисова, в котором обосновался штаб его секты, «божьего полка». Члены секты плохо относились к официальному духовенству, вели нарочито аскетичный и благочестивый образ жизни, в отношениях с государством использовали гражданское неповиновение. В 1884 году, при поддержке жителей махалли, полиции удалось ворваться в дом и разогнать секту, а Багаутдина отправили в психиатрическую лечебницу. Его дом впоследствии был полностью уничтожен.

### XX век
В 1904 году имамом прихода был избран Кашшафутдин Киямутдинович Тарзиманов (1977—1940), сын указного муллы, уроженец деревни Ямкино Спасского уезда Казанской губернии. По прибытии в Казань стал одним из ближайших сподвижников Галимджана Баруди; реформировал медресе при Одиннадцатой мечети, в результате чего в 1910 году занятия посещали уже 60 человек. Начальный курс — мектеб, который состоял из 4-х отделений, или классов, где изучалось чтение на татарском языке, татарская азбука, чтение Корана, вероучение и священная история, арифметика, диктовка и чистописание; в 3-х классах медресе преподавали чтение и изложение на татарском языке, вероучение, история ислама, арифметика, чистописание, география, хадис, чтение и грамматика арабского языка, фикх и фараиз. Кроме муллы в медресе преподавали муэдзин Ш. Ибрагимов, крестьяне Х. Бикбаев и А. Асадуллин, и другие. Среди шакирдов были выходцы из Казанской, Саратовской, Вятской и Самарской губерний. В 1913 году в медресе насчитывалось всего 70 шакирдов. В начале XX века мечеть в официальных документах именовалась как «мечеть № 11». В 1916 году махалля объединяла 450 мусульман, 464 мусульманки и 74 домовладельцев, что делало её самой маленькой в Ново-Татарской слободе.
В годы Советской власти, характеризовавшейся политикой «воинствующего атеизма», К. К. Тарзиманов был избран на должность казия, или заседателя, Оренбургского Магометанского Духовного собрания, редактировал ежемесячный религиозно-нравственный и философский журнал «Мусульманский сборник» («Ислам мәҗәлләсе»), издававшийся в 1924—1926 годах в Уфе. В 1920-х годах после отъезда Кашшафутдина в Уфу имамом служил Ахкам Тарзиманов, его брат. В 1937 году, по обвинению в антисоветской деятельности, Кашшафутдин Тарзиманов был расстрелян.
Постановлением Президиума Татарского Центрального Исполнительного Комитета от 11 апреля 1929 года мечеть была закрыта.
В 1930-е годы разобран минарет мечети, сделаны перепланировка здания и пристрои к восточному и южному фасадам. Долгое время здание мечети находилось на территории мехобъединения «Мелита». Постановлением Совета министров РСФСР от 30.08.1960 № 1327 (прил. 1) здание мечети было взято под государственную охрану как памятник архитектуры.
В 1998 году был поднят вопрос о возвращении здания бывшей мечети мусульманам.

### XXI век

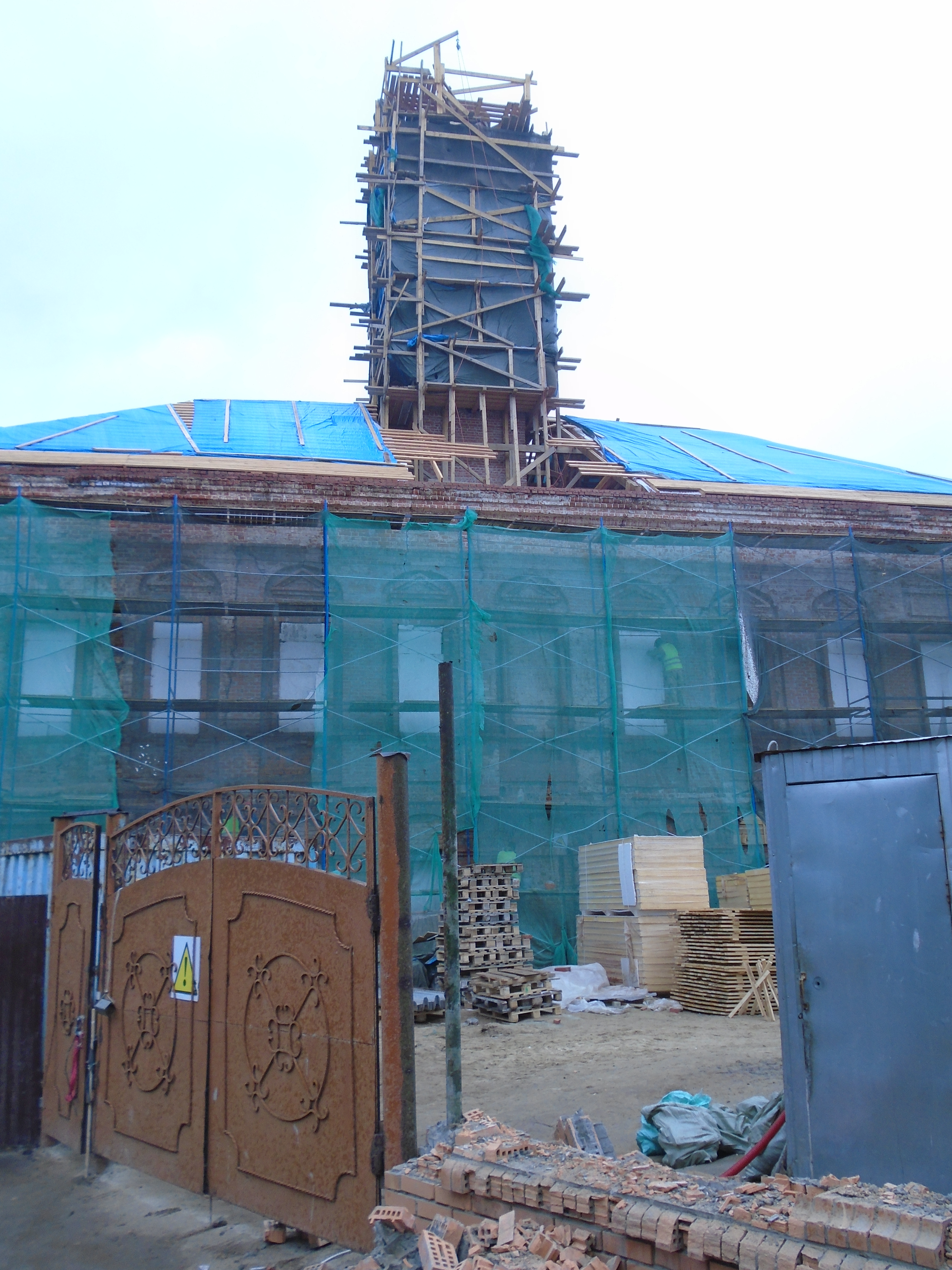
Белая мечеть в процессе реконструкции, 15 апреля 2024 года

В 2004 году здание было возвращено верующим. 5 сентября 2024 года, спустя 95 лет после снятия, на шпиле восстановленного минарета был снова установлен полумесяц.
После комплексной реставрации, начатой в 2023 году, на которую было потрачено 300 млн рублей, 16 октября 2024 года мечеть снова стала открытой для посещения. При реставрации были демонтированы пристройки советских времён, усилены фундамент и грунт и выполнена гидрофобизация цоколя и стен, внутренние перекрытия и лестницы также были восстановлены. Церемония открытия проходила с участием главы Республики Татарстан Рустама Минниханова, мэра Казани Ильсура Метшина, муфтия Татарстана Камиля хазрат Самигуллина и генерального директора «Татэнергосбыта», компании-инвестора восстановления мечети, Рифнура Сулейманова. Белая мечеть стала последней из 12 исторических мечетей Казани, которые были возвращены верующим и восстановлены. Настоятелю мечети Фариду Салману было вручено свидетельство о назначении имам-хатыбом.